# ヴォイテク・シス
ヴォイテク・シス（Wojtek Czyz、1980年7月30日 - ）は、ポーランドのヴォジスワフ・シロンスキ（Wodzisław Śląski）出身でポーランド系ドイツ人の男子陸上選手。

## 来歴
サッカー選手を目指していた2001年にルーズボールを追っていたところで交錯したゴールキーパーのひざが入り、複雑骨折や幾つもの主要血管の破壊によって、左足下部の切断を余儀なくされた。その後は陸上競技を始め2004年はアテネパラリンピックの陸上競技に参加し、100m、200m、走り幅跳びでそれぞれ金メダルを獲得し三冠を達成、さらに続けて2005年のヨーロッパ選手権、2006年の世界選手権でも三冠を達成している。2008年には北京パラリンピックに出場し、自己最高記録を大きく上回る6m50の世界記録を出して優勝を飾った。